# فانمي كون
فانمي كون (بالإنجليزية: FanimeCon)‏ هو مؤتمر أنمي يعقد خلال شهر مايو بشكل سنوي في سان هوزيه في ولاية كاليفورنيا في إجازة يوم الذكرى. انطلق لأول مرة في 18 يونيو 1994 حيث كان عدد الحضور 200 شخص وبحلول سنة 2013 كان عدد الحضور يقارب 25000 شخص حيث كان خامس أكبر مؤتمر أنمي في أمريكا الشمالية في تلك السنة.

## تاريخ الحدث
| التاريخ                | الموقع                                                | الحضور | الضيوف                                                     |
| ---------------------- | ----------------------------------------------------- | ------ | ---------------------------------------------------------- |
| 19 يونيو 1994          | جامعة ولاية كاليفورنيا، هايوارد هايوارد، كاليفورنيا   | 200    |                                                            |
| 25 فبراير 1995         | جامعة ولاية كاليفورنيا، هايوارد هايوارد، كاليفورنيا   | 350    |                                                            |
| 14 يونيو 1996          | سفح كلية لوس التوس هيلز، كاليفورنيا                   | 775    |                                                            |
| 8 مارس 1997            | سفح كلية لوس التوس هيلز، كاليفورنيا                   | 1,200  |                                                            |
| 24 - 15 فبراير 1998    | سفح كلية لوس التوس هيلز، كاليفورنيا                   | 1,700  |                                                            |
| 19 - 21 مارس 1999      | فنادق ويندهام سان خوسيه، كاليفورنيا                   | 2,000  |                                                            |
| 24 - 27 فبراير 2000    | سانتا كلارا مركز المؤتمرات سانتا كلارا، كاليفورنيا    | 2,300  |                                                            |
| 30 مارس - 1 أبريل 2001 | سانتا كلارا مركز المؤتمرات سانتا كلارا، كاليفورنيا    | 3,500  |                                                            |
| 26 - 28 أبريل 2002     | سانتا كلارا مركز المؤتمرات سانتا كلارا، كاليفورنيا    | 4,600  |                                                            |
| 20 - 22 يونيو 2003     | سانتا كلارا مركز المؤتمرات سانتا كلارا، كاليفورنيا    | 5,400  |                                                            |
| 28 - 31 مايو 2004      | سان خوسيه ماكنري مركز المؤتمرات سان خوسيه، كاليفورنيا | 6,122  |                                                            |
| 27 - 30 مايو 2005      | سان خوسيه ماكنري مركز المؤتمرات سان خوسيه، كاليفورنيا | 10,438 |                                                            |
| 26 - 29 مايو 2006      | سان خوسيه ماكنري مركز المؤتمرات سان خوسيه، كاليفورنيا | 10,000 |                                                            |
| 25 - 28 مايو 2007      | سان خوسيه ماكنري مركز المؤتمرات سان خوسيه، كاليفورنيا | 12,000 |                                                            |
| 23 - 26 مايو 2008      | سان خوسيه ماكنري مركز المؤتمرات سان خوسيه، كاليفورنيا | 14,926 |                                                            |
| 22 - 25 مايو 2009      | سان خوسيه ماكنري مركز المؤتمرات سان خوسيه، كاليفورنيا | 15,000 |                                                            |
| 28 - 31 مايو 2010      | سان خوسيه ماكنري مركز المؤتمرات سان خوسيه، كاليفورنيا | 16,000 |                                                            |
| 27 - 30 مايو 2011      | سان خوسيه ماكنري مركز المؤتمرات سان خوسيه، كاليفورنيا | 20,880 |                                                            |
| 25 - 28 مايو 2012      | سان خوسيه ماكنري مركز المؤتمرات سان خوسيه، كاليفورنيا | 21,000 |                                                            |
| 24 - 27 مايو 2013      | سان خوسيه ماكنري مركز المؤتمرات سان خوسيه، كاليفورنيا | 25,542 |                                                            |
| 23 - 26 مايو 2014      | سان خوسيه ماكنري مركز المؤتمرات سان خوسيه، كاليفورنيا |        | جي مايكل تاتوم                                             |
| 22 - 25 مايو 2015      | سان خوسيه ماكنري مركز المؤتمرات سان خوسيه، كاليفورنيا |        | أي نوناكا، سيندي روبنسون، باتريك سايتز، كريستوفر كوري سميث |

## وصلات خارجية
- فانمي كون على موقع ميوزك برينز (الإنجليزية)

- الموقع الإلكتروني